# Distortion (artiest)
Distortion (George Ruseler) is een hardcore-house-dj uit Nederland. Samen met MC R.A.W. vormt hij het Rotterdam Terror Corps. Tevens is hij eigenaar van de organisatie Rige, gevestigd in Poortugaal.

## Naamvariaties
- DJ Distortion
- Distortion

## Discografie
| Jaar | Artiest                    | Titel                            | Label             |
| ---- | -------------------------- | -------------------------------- | ----------------- |
| 1996 | Distortion                 | Raveworld (12")                  | Megarave Records  |
| 2001 | Distortion vs. Paul Elstak | Jetzt Geht's Los! (12")          | Megarave Records  |
| 2002 | Distortion vs. Paul Elstak | What's Wrong With My Brain (12") | Offensive Records |